# Lola Pagnani
Lola Pagnani (ur. 3 kwietnia 1972 w Rzymie) – włoska aktorka oraz tancerka baletowa. 

## Życiorys
Urodzona w Rzymie jako Anna Lola Pagnani Stavros, córka pisarza i scenarzysty Enzo Pagnaniego. Ukończyła paryską szkołę tańca współczesnego w wieku 17 lat, wzięła udział w światowym tournée grupy Momix, później pracowała nad choreografią Circe du Soleil w Montrealu. Była główną tancerką monachijskiej opery Liny Wertmüller, dyrygowanej przez Giuseppe Sinopoliego. Zaraz potem ukończyła Nowojorski Alvin Ailey American Dance Theater. Po studiach aktorskich wróciła do Włoch.
We Włoszech współpracowała ze znanymi twarzami teatru i kina, jak Ettore Scola i Giulio Base; występowała również dla Spike'a Lee, Johna Turturro i Abla Ferrara. Była również twarzą Lavazzy z Tullio Solenghi i Riccardo Garrone, później współpracowała z Maurizio Costanzo z jego telewizyjnym show. Zaproszono ją do współpracy z Enrico Montesano, Marco Columbro, Barbarą de Rossi, Blas Roca Rey, Enrico Brignano, Nino Manfredi, Vittorio Gassman oraz Shelley Winters, która umożliwiła jej prywatne studia w Los Angeles.

## Filmografia

### Kino
- Trafitti da un raggio di sole (1995) - Fabiola
- Polvere di Napoli (1996) - Rosita
- Ninfa plebea (1996) - Lucia
- Ferdinando e Carolina (1999) - Sara Goudar
- La bomba (1999) - Daisy
- Il pranzo della domenica (2002)
- Gente di Roma (2003)
- Women Seeking Justice (2007)

### Telewizja
- Pazza famiglia (1995)
- Commissario Raimondi (1998) - Esmeralda
- Anni 50 (1998)
- La squadra (2000)
- Un posto al sole (2001) - Roberta Cantone
- Francesca e Nunziata (2001)
- Carabinieri 5 (2005)
- Un ciclone in famiglia 2 (2005)
- Donne sbagliate (2006)
- Capri (2006) - Maria Rosaria